# 真代屋秀晃
真代屋 秀晃（ましろや ひであき）は、日本のライトノベル小説家、漫画原作者。大阪府出身。

## 経歴・人物
『韻が織り成す召喚魔法 -バスタ・リリッカーズ-』にて第20回電撃小説大賞・金賞を受賞（応募時の筆名はキミドリ）、同作品は2014年2月に刊行された。
従来のコメディ路線を残しつつ高校生の男女5人組の生々しい恋愛を綴った青春恋愛劇『友達の後ろで君とこっそり手を繋ぐ。誰にも言えない恋をする。』はこのライトノベルがすごい!2023で総合新作部門4位、文庫部門12位を獲得した。

## 作品リスト

### 電撃文庫
- 韻が織り成す召喚魔法　-バスタ・リリッカーズ-（2014年2月）
- 韻が織り成す召喚魔法2　-クレイジー・マネー・ウォーズ-（2014年6月）
- 韻が織り成す召喚魔法3　-ライク・ア・ダイアモンド-（2014年10月）
- レベル1 落第英雄の異世界攻略（2015年9月）
- レベル1 落第英雄の異世界攻略II（2015年12月）
- レベル1 落第英雄の異世界攻略III（2016年3月）
- 転職アサシンさん、闇ギルドへようこそ!（2016年8月）
- 転職アサシンさん、闇ギルドへようこそ!2（2016年12月）
- 転職アサシンさん、闇ギルドへようこそ!3（2017年7月）
- 誰でもなれる!ラノベ主人公 〜オマエそれ大阪でも同じこと言えんの?〜（2017年10月）
- まさか勇者が可愛すぎて倒せないっていうんですか?（2018年5月）
- 異世界帰りの俺（チートスキル保持）、ジャンル違いな超常バトルに巻き込まれたけれどワンパンで片付けて無事青春をおくりたい。（2019年7月）
- 異世界帰りの俺（チートスキル保持）、ジャンル違いな超常バトルに巻き込まれたけれどワンパンで片付けて無事青春をおくりたい。2（2019年11月）
- ウザ絡みギャルの居候が俺の部屋から出ていかない。（2021年2月）
- ウザ絡みギャルの居候が俺の部屋から出ていかない。2（2021年7月）
- 友達の後ろで君とこっそり手を繋ぐ。誰にも言えない恋をする。（2022年2月）
- 友達の後ろで君とこっそり手を繋ぐ。誰にも言えない恋をする。2（2022年6月）
- 友達の後ろで君とこっそり手を繋ぐ。誰にも言えない恋をする。3（2023年3月）
- これはあくまで、ままごとだから。（2024年4月）
- これはあくまで、ままごとだから。2（2024年9月）

### 漫画原作
- 異世界帰りの俺（チートスキル保持）、ジャンル違いな超常バトルに巻き込まれたけれどワンパンで片付けて無事青春をおくりたい。（作画：sowaka/comico）
- ゴッホさんは同人業界に興味があるそうです（作画：内藤らぶか/comico）
- 異世界婚活〜魔王を倒したアラサー女戦士が婚活をはじめました〜（作画：マルヤマ/LINEマンガ）
- 嫌いな女子とキスをする（作画：内藤らぶか/コミックシーモア先行配信）

### コラム
- 小説では絶対書かないこと（2016年3月 - 休刊　電撃PlayStation）

## 関連人物
- x6suke - ラップバトルシリーズのイラストを担当
- 紅緒 - 落第英雄の異世界攻略シリーズのイラストを担当
- nauribon - 転職アサシンシリーズのイラストを担当